# Pinotage

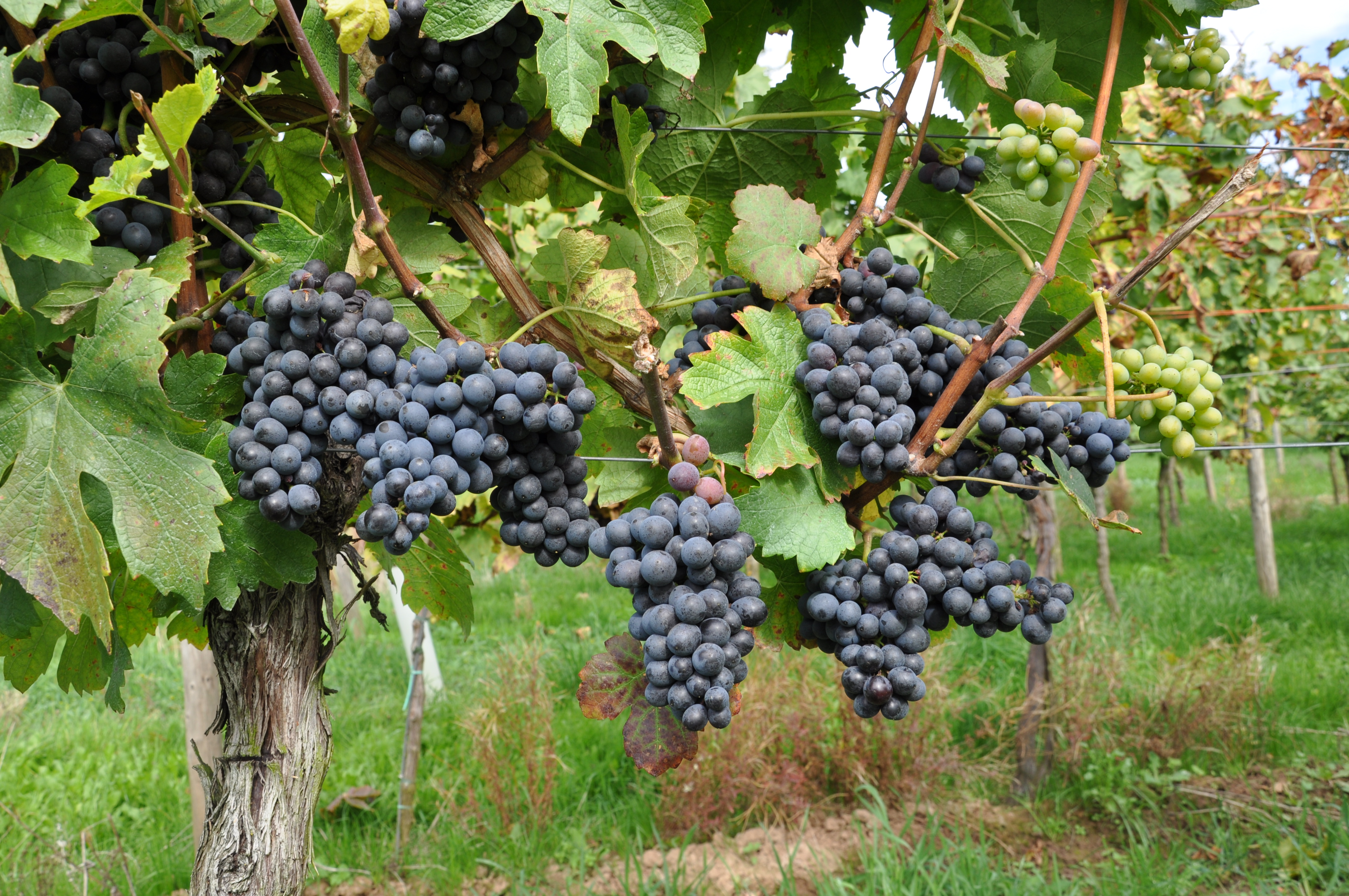
Hrozny odrůdy Pinotage

Pinotage je modrá odrůda révy původem z Jižní Afriky. Byla tam vyšlechtěna v roce 1925 jako kříženec Pinot noir a Cinsault (Cinsault byl známý jako „Hermitage“, odtud název „Pinotage“). Jihoafrická republika je také zdaleka největším producentem vín této odrůdy.

## Dějiny
Odrůdu Pinotage vyšlechtil v Jižní Africe v roce 1925 Abraham Izak Perold, první profesor vinařství na Stellenbosch University. Perold pokoušel spojit nejlepší vlastnosti robustního Hermitage a Pinot noir, tedy hroznů, ze kterých je dobré víno, ale mohou být náročné na pěstování. Perold zasadil čtyři sazenice z tohoto křížení v zahradě na Welgevallenské experimentální farmě a zapomněl na ně. V roce 1927 univerzita vyslala tým k zušlechtění a údržbě zahrady. Součástí tohoto týmu byl mladý asistent Charlie Niehaus, který o sazenicích věděl a zachránil je před likvidací. Mladé rostliny byly přesazeny do zemědělské školy Elsenburg, kde působil Peroldův nástupce C. J. Theron. Oba pak společně vybrali vhodné klony a nově vzniklou odrůdu nazvali pinotage. První víno bylo vyrobeno v roce 1941 v Elsenburgu z první komerční výsadby v Myrtle Grove. Autor odrůdy Abraham Perold však výsledek svého šlechtění stěží mohl ochutnat, v témže roce totiž zemřel.
První uznání přišlo, když víno Bellevue vyrobené z Pinotage zvítězilo na Cape Wine Show 1959. Tento úspěch a snadné pěstování Pinotage vyvolaly vlnu výsadby v šedesátých letech.

## Rozšíření
Většina světové výsadby Pinotage je v Jižní Africe, kde se pěstuje na téměř 7000 ha (7,4 % plochy vinic) a je tam třetí nejpěstovanější modrou odrůdou (za odrůdami Cabernet Sauvignon a Syrah) a šestou celkem (2017). Jako tržně mimořádně úspěšné domácí křížení je symbolem vinařských tradic v zemi. Produkce vzrostla z asi 3 milionů litrů na přelomu tisíciletí do roku 2017 na 5 mil. litrů prodaných doma a 19 mil. litrů exportovaných.
Kromě Jižní Afriky se Pinotage v menší míře také pěstuje v Brazílii, Kanadě, Izraeli, Novém Zélandu, USA a Zimbabwe. Na Novém Zélandu je 94 akrů (38 ha) Pinotage. Ve Spojených státech jsou výsadby v Kalifornii a ve Virginii.

## Víno
Pinotage dává výrazné tmavě rudé, zemité víno bohaté na bezcukerný extrakt a taniny. V Jihoafrické republice je standardní součástí červených kupáží. Naprostá většina produkce na světovém trhu (v roce 2017 asi 19 mil. litrů) pochází právě z JAR. Tržní úspěch zřejmě souvisí s tím, že odrůda je v jihoafrických podmínkách velmi produktivní a víno je levnější, než jeho konkurenti. Zhruba polovina se exportuje ve velkém a lahvuje se v cílových zemích, druhá polovina se vyváží v originálních lahvích. Kritikové pinotáži vyčítají, že bývá cítit po amyl- nebo izoamylacetátu (jako odlakovač nehtů). Tomu se však lze vyhnout vhodným technologickým postupem. Pinotage se hodí k výrobě barikového vína a s úspěchem snese i delší archivaci. Novějšími trendem je produkce pinotáží s tóny kouře, čokolády, nebo kávy.